# Edward Tiffin
Pour les articles homonymes, voir Tiffin.
Edward Tiffin (19 juin 1766 – 9 août 1829) est un homme politique américain, premier gouverneur de l'Ohio de 1803 à 1807 puis sénateur pour l'Ohio au Congrès des États-Unis de 1807 à 1809.

## Biographie
Edward Tiffin est né le 19 juin 1766 à Carlisle en Angleterre. Il étudie la médecine puis émigre aux États-Unis en 1784 et s'installe à Charles Town en Virginie. En 1796, il déménage à Chillicothe dans le Territoire du Nord-Ouest et entre en politique en 1799 en devenant membre de la Chambre des représentants du territoire. Après que l'Ohio soit devenu un État des États-Unis en 1803, Tiffin en est élu le premier gouverneur. Il occupe ce poste jusqu'en 1807, date à laquelle il sert au Sénat des États-Unis jusqu'en 1809. Il sert ensuite à la Chambre des représentants de l'Ohio de 1809 à 1811.
Il meurt le 9 août 1829 à Chillicothe.